# Leanira tenera
Leanira tenera är en ringmaskart som beskrevs av Grube 1875. Leanira tenera ingår i släktet Leanira och familjen Sigalionidae. Inga underarter finns listade i Catalogue of Life.